# Вја Бевијера (Ређо Емилија)
Вја Бевијера је насеље у Италији у округу Ређо Емилија, региону Емилија-Ромања.
Према процени из 2011. у насељу је живело 94 становника. Насеље се налази на надморској висини од 29 м.